# Cleora argillacea
Cleora argillacea är en fjärilsart som beskrevs av W. Warren 1900. Cleora argillacea ingår i släktet Cleora och familjen mätare. Inga underarter finns listade i Catalogue of Life.